# Alfred Franzke
Alfred Franzke (* 1. Juni 1896 in Itzehoe; † 25. März 1979 in St. Michaelisdonn) war ein deutscher Politiker der SPD.

## Leben und Beruf
Nach dem Besuch der Volksschule war Franzke, der evangelischen Glaubens war, als Landwirt, zuletzt in St. Michaelisdonn, tätig. Danker und Lehmann-Himmel charakterisieren ihn, der nicht der NSDAP beitrat, in ihrer Studie über das Verhalten und die Einstellungen der Schleswig-Holsteinischen Landtagsabgeordneten und Regierungsmitglieder der Nachkriegszeit in der NS-Zeit als „angepasst / ambivalent“.

## Abgeordneter
Franzke gehörte von 1947 bis 1950 dem Landtag Schleswig-Holstein an. Er war seit 1946 auch Mitglied des Kreistages im Kreis Süderdithmarschen und der Gemeindevertretung von St. Michaelisdonn.